# Крапива, Кондрат
Кондра́т Крапива́ (бел. Кандра́т Крапіва́), настоящее имя — Кондра́т Кондра́тович Атрахо́вич (бел. Кандра́т Кандра́тавіч Атрахо́віч; 22 февраля (5 марта) 1896 — 7 января 1991, Минск) — белорусский советский писатель, поэт, драматург и переводчик, литературовед, сатирик, общественный деятель. Доктор филологических наук, академик АН Белорусской ССР (1950). Член ВКП(б) с 1941 года.
Герой Социалистического Труда (1975). Народный писатель Белорусской ССР (1956). Лауреат двух Сталинских премий (1941, 1951) и Государственной премии СССР (1971).

## Биография
Родился 22 февраля (5 марта) 1896 года в деревне Низок (ныне Узденский район Минской области Республики Беларусь) в крестьянской семье. Родители, Кондрат Михайлович и Пелагея Даниловна Атраховичи, имели шесть десятин земли, нажитых тяжёлой работой, хотели, чтобы они остались единственному сыну Кондрату. Учился в церковно-приходской школе в родной деревне, Узденском народном училище, четырёхклассном городском училище города Столбцы, из которого в 1912 году перевёлся в училище в Койданово (теперь Дзержинск).
В 1913 году экстерном сдал экзамен на звание народного учителя. Осенью 1914 года получил место учителя в деревне Мишаны Минской губернии. Проработав год, был мобилизован в армию. В марте 1916 года окончил Гатчинскую школу прапорщиков. Воевал на Румынском фронте. Был демобилизован в феврале 1918 года.
Учительствовал в деревне Каменка на Узденщине.
В 1920—1923 годах служил в РККА.
В 1924—1925 годах работал учителем начальной школы в посёлке Островок на Узденщине.
В 1925 году переехал в Минск. Был членом литературного объединения «Маладняк» (до 1926 года), потом «Узвышша».
В 1925—1926 годах — инструктор Центрального бюро краеведения при Инбелкульте. 1932—1936 годы — заведующий отдела в литературном журнале «Пламя революции» (бел. «Полымя рэвалюцыі»). В 1926—1930 годах учился на литературно-лингвистическом отделении педагогического факультета БГУ.
В 1939 году участвовал в Польском походе РККА. Участник советско-финской войны 1939—1940 годов. В начале Великой Отечественной войны работал во фронтовой газете «За Советскую Беларусь», в «Красноармейской правде», в 1943—1945 годах редактировал сатирическую газету-плакат «Раздавим фашистскую гадину». В 1945—1947 годах — редактор журнала сатиры и юмора «Вожык».
В 1946 году в составе делегации БССР участвовал в работе I-й сессии Генеральной Ассамблеи ООН.
В 1947—1952 годах — заведующий сектором языкознания Института языка и литературы Академии наук БССР, директор Института языкознания АН БССР (1952—1956). С 1956 по декабрь 1982 года — вице-президент АН БССР. С декабря 1982 года по март 1989 года — ведущий научный сотрудник-консультант в отделе лексикологии и лексикографии Института языкознания имени Якуба Коласа АН БССР.
Избирался депутатом ВС БССР 2-8-го созывов (1947—1990).

Могила Кондрата Крапивы на Восточном кладбище Минска

Умер 7 января 1991 года. Похоронен в Минске на Восточном (Московском) кладбище.

## Семья
В 1919 году женился на Елене Константиновне Махнач, медсестре по образованию. Кондрат Крапива пережил свою жену на 27 лет и больше не женился.
Первый сын (род. 1920) погиб в младенчестве, второй сын Борис (род. 1922), который был военным, погиб в конце 1942 года при обороне Сталинграда, младшая дочь Людмила (род. 1935) рано ушла из жизни. Младший сын Игорь (род. 1929) стал архитектором и был женат на Зое Николаевне. Его сын Николай Атрахович работает журналистом в «Минском курьере», дочь Елена — ученый секретарь Института искусствоведения, этнографии и фольклора имени Кондрата Крапивы.

## Творчество
Творческая биография Кондрата Крапивы началась в 1922 году с публикации его первого печатного произведения, фельетона в стихах «Жили-были», опубликованного в газете «Комсомольская правда». 23 мая 1922 года в майском номере газеты «Савецкая Беларусь» появился первым белорусскоязычное сатирическое стихотворение «Сваты». Стихотворные фельетоны, сатирические куплеты, басни всё чаще появляются на страницах белорусских газет и журналов под псевдонимом Кондрат Крапива. Вскоре его пьесы «Кто смеётся последним» и «Поют жаворонки» приобретают известность, по ним снимаются кинофильмы. На протяжении всей своей творческой жизни Кондрат Крапива, щедро отмеченный многочисленными наградами, званиями и премиями, будет ещё не раз, отрываясь от «высоких» академических дел и общественных занятий, возвращаться к жанру своей молодости — басне. Лучшие басни Кондрата Крапивы пережили своё время.
В предисловии к последней прижизненной книге Кондрата Крапивы «Колючий строй», вышедшей в 1989 году в издательстве «Мастацкая літаратура», известный белорусский писатель и литературовед Иван Науменко писал: «Если бы Кондрат Крапива даже не написал своих драм и сатирических комедий, романа „Медведичи“, то одними только своими баснями, сатирическими стихотворениями он занял бы одно из первых мест в белорусской литературе». И чуть ниже пояснил: «Это такой сгусток острого народного ума, разящего смеха, осмеяния зла и утверждения добра, которых до Крапивы не знала белорусская литература».
К. Крапива занимался также литературным переводом. На белорусский язык им переведены произведения Уильяма Шекспира, Д. И. Фонвизина, И. А. Крылова, А. С. Пушкина, Н. В. Гоголя, А. Н. Островского, А. П. Чехова, В. В. Маяковского, А. Т. Твардовского, Т. Г. Шевченко.

### Сатирико-юмористические книги
- «Астё» (1925)
- «Крапива» (1925)
- «Библия» (1926)
- «Басни» (1927)
- «Ухабы на дороге» (1930)
- «Про наших вредителей, попов и угодников» (1930)
- «Федос — Красный нос» (1931, стихотворная сказка)
- «Колючий строй» (1932)
- «Избранные басни» (1932)
- «Избранные стихи» (1935)
- «Избранная сатира» (1938)
- «Избранные произведения» (1941, 1947, 1948)
- «Смех и гнев» (1946)
- «Сатира и юмор» (1954)
- «Жаба в колее» (1957)
- «Басни, стихи и пьесы» (1960)
- «Сорок басен» (1966)
- «Стихи и басни» (1967, 1990)
- «Басни и стихи» (1971)
- Книга для детей «Загадки деда Кондрата» (1986).

### Пьесы
- «Дружба»
- «Конец дружбы» (опубликована и поставлена в 1934)
- «Партизаны» (опубликована и поставлена в 1937)
- «Кто смеётся последним» (опубликована и поставлена в 1939 г., одноимённый кинофильм по сценарию автора — 1954 год)
- «Проба огнём» (опубликована и поставлена в 1943)
- «Володин галстук» (1945, поставлена в 1946)
- «Милый человек» (1945, 1956, поставлена в 1946)
- «С народом» (опубликована и поставлена в 1948)
- «Поют жаворонки» (опубликована и поставлена в 1950, одноимённый кинофильм по сценарию автора — 1953 год)
- «Заинтересованное лицо» (опубликована и поставлена в 1953)
- «Люди и дьяволы» (опубликована и поставлена в 1958)
- «Врата бессмертия» (1973, поставлена в 1974)
- «На острие» (1982, поставлена в 1983).

### Сборники прозы
- «Рассказы» (1926)
- «Люди-соседи» (1928)
- «Живые проявления» (1930)
- очерк «Герой Советского Союза Михаил Сильницкий» (1943)
- Сборник произведений в 3 (1956), 4 (1963), 5 (1974—1976) томах
- Избранные произведения в 2 томах (1986).

### Роман
- «Медведичи» (книга 1-я, 1932)

## Экранизации
- «Поют жаворонки» (1953, экранизация одноимённой пьесы, режиссёры В. В. Корш-Саблин и К. Н. Санников, Беларусьфильм)
- «Кто смеётся последним?» (1954, экранизация одноимённой пьесы, режиссёр В. В. Корш-Саблин, Беларусьфильм)

## Научная деятельность
Изучал проблемы белорусского литературоведения и языкознания, являлся автором критических статей.
- Один из научных редакторов (с Я. Коласом и П. Глебкой) «Русско-белорусского словаря» (1953)
- Научный редактор «Беларуска-рускага слоўніка» (1962, издание 2-е переработанное и дополненное в 1988—1989)
- Научный редактор «Русско-белорусского словаря» (издание 2-е переработанное и дополненное, 1982)
- Научный редактор «Толкового словаря белорусского языка» в 5 томах (1977—1984)

## Награды и премии
- Герой Социалистического Труда (1975)
- Четыре ордена Ленина (1940, 1949, 1966, 1975)
- Орден Октябрьской Революции (1971)
- Орден Красного Знамени (1943)
- Орден Трудового Красного Знамени (1955)
- Орден Отечественной войны II степени (6.4.1985)[6]
- Орден Красной Звезды (1943)
- Орден Дружбы Народов (1984)
- Сталинская премия II степени (1941) — за пьесу «Кто смеётся последним» (1939)
- Сталинская премия III степени (1951) — за пьесу «Поют жаворонки» (1950)
- Государственная премия СССР (1971) — за комплекс трудов в области белорусской лингвогеографии
- Народный писатель Белорусской ССР (1956)
- Государственная премия Белорусской ССР имени Янки Купалы (1974)

## Память

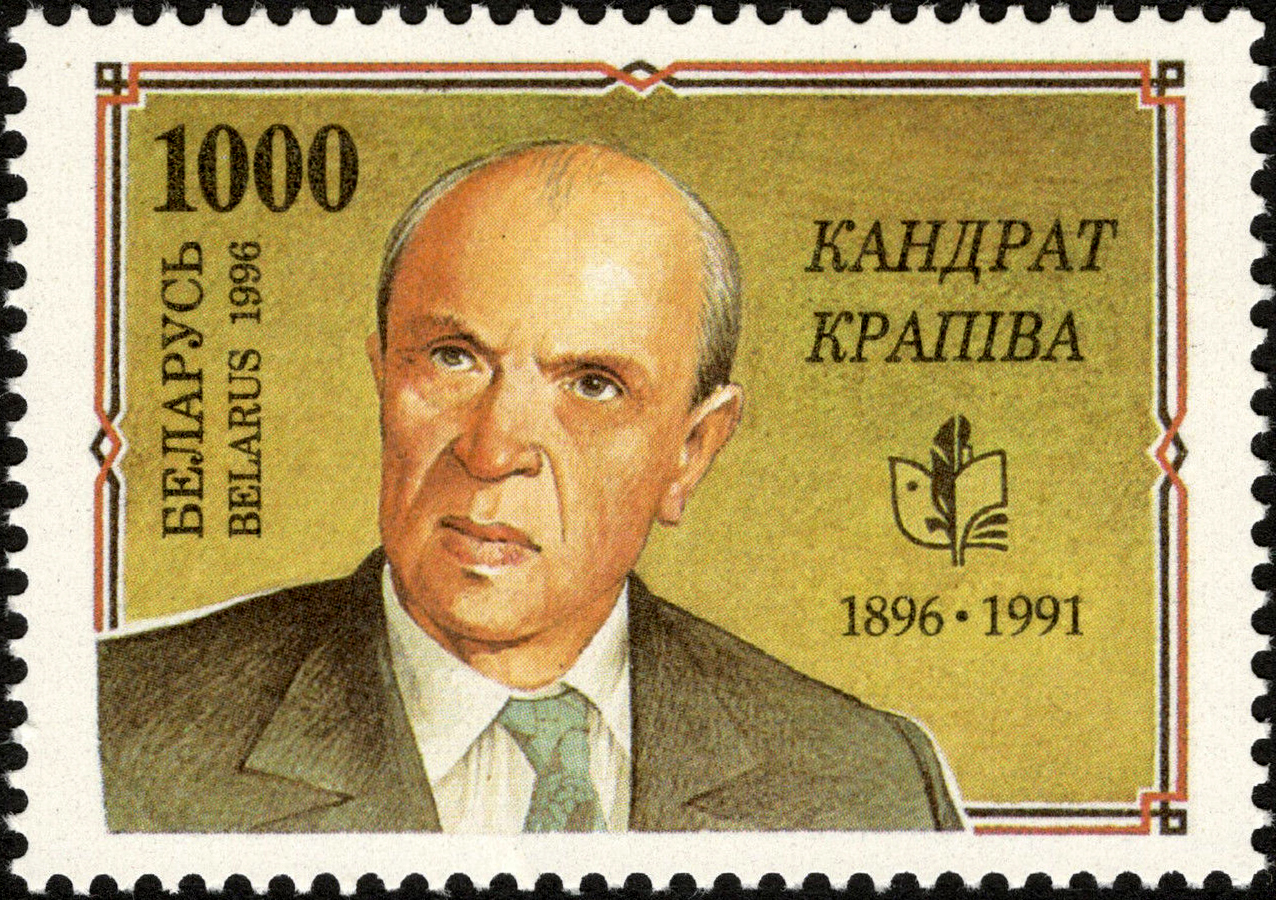
Кондрат Крапива. Почтовая марка Республика Беларусь. 1996 год

- Имя Кондрата Крапивы присвоено Институту искусствоведения, этнографии и фольклора (ИИЭФ) Национальной академии наук Беларуси[7]
- Учреждены именные стипендии К. Крапивы
- Имя К. К. Крапивы присвоено средней школе № 2 в Узде[8]. Музей Кондрата Крапивы[9].
- В Минске на доме № 76 по проспекту Независимости, в котором жил писатель, установлена мемориальная доска
- В честь К. К. Крапивы названы улицы в Минске, Гродно, Узде и Сморгони.
- Издание собрания сочинений Кондрата Крапивы в 6 томах, сборника воспоминаний о писателе.
- Памятник К. Крапиве в Минске
- Памятник К. Крапиве в деревне Низок Узденского района Минской области.
- В 2016 году к 120-летию со дня рождения народного писателя Беларуси Кондрата Крапивы в Москве состоялся цикл мероприятий. Государственный музей истории белорусской литературы организовал вернисаж «Кандрат Крапіва. Ад маленства да сталасці…», который открылся 4 февраля в Деловом и культурном комплексе (ДКК) белорусского посольства. В фондах музея находится более 1,5 тыс. музейных предметов, переданных на хранение наследниками Кондрата Крапивы. Среди экспонатов — документы, рукописи, фотографии, книги и иллюстрации к произведениям писателя. Заслуженный коллектив Республики Беларусь «Театр-студия киноактера» УП «Национальная киностудия „Беларусьфильм“» на сцене ДКК представил спектакль «Хто смяецца апошнім» по пьесе Кондрата Крапивы — знаковому произведению белорусского классика[4].

## В филателии и нумизматике
- 5 марта 1996 года в честь К. Крапивы в Беларуси выпущена почтовая марка[10].
- 19 февраля 2016 года Министерство связи и информатизации Республики Беларусь выпустило в обращение конверт с оригинальной маркой «120 лет со дня рождения Кондрата Крапивы»[11].
- 8 февраля 2021 года Министерство связи и информатизации Республики Беларусь выпустило в обращение почтовый блок «Народные писатели Беларуси», один из них посвящён Кондрату Крапиве[12].
- 25 мая 2021 года Национальным банком Республики Беларусь введены в обращение памятные монеты «Кандрат Крапіва. 125 гадоў» («Кондрат Крапива. 125 лет»)[13].

## В кинематографии
- В 1983 году снят документальный фильм «Кондрат Крапива» (режиссёр М. Купеева, студия «Летопись», Беларусьфильм).